# Lotario (Händel)

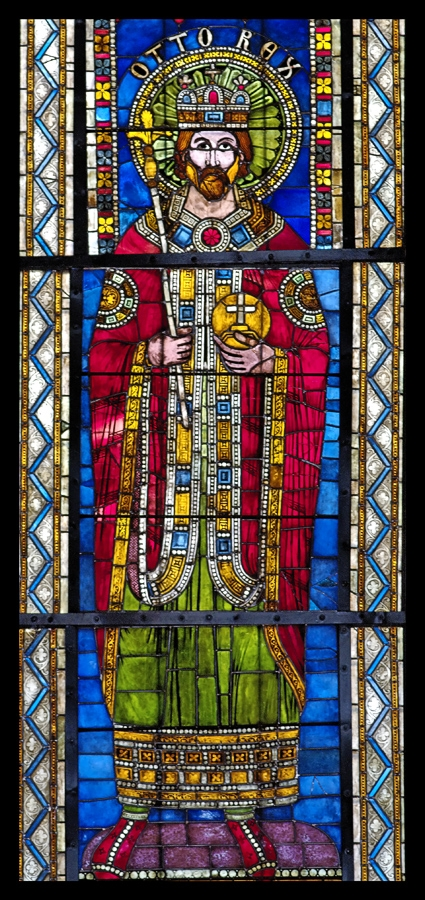
Rappresentazione romanica di Otto I; Cattedrale di Nostra Signora di Strasburgo, in Francia

Lotario ("Lothair", HWV 26) è un'opera seria in tre atti di Georg Friedrich Händel. Il libretto in italiano fu adattato dal precedente libretto Adelaide di Antonio Salvi. L'opera fu data in prima assoluta al King's Theatre di Londra il 2 dicembre 1729.
La storia dell'opera è il racconto romanzato di alcuni eventi autentici della vita dell'Imperatrice del Sacro Romano Impero Adelaide d'Italia.

## Storia delle esecuzioni
Paolo Antonio Rolli in una lettera a Giuseppe Riva scrisse che "ognuno pensa che (Lotario) sia un'opera pessima". Ci furono dieci recite, ma non fu più ripetuta. Händel riutilizzò alcuni brani in opere successive.
Come per tutte le opere serie del periodo Barocco Lotario non fu mai più eseguita per oltre duecento anni, ma con la ripresa di interesse per la Musica barocca ed il nuovo concetto di esecuzione storicamente informata a partire dagli anni 1960, Lotario, come tutte le opere di Händel, viene oggi eseguito regolarmente in festival e teatri di tutto il mondo. Fra le altre produzioni Lotario è stata messa in scena presso il London Händel Festival nel 1999 ed al Händel Festival di Halle nel 2004.

## Ruoli
| Ruolo                             | Voce                | Cast della prima, 2 dicembre 1729  |
| --------------------------------- | ------------------- | ---------------------------------- |
| Adelaide                          | soprano             | Anna Maria Strada del Pò           |
| Lotario                           | contralto, castrato | Antonio Bernacchi                  |
| Berengario, Duca di Spoleto       | tenore              | Annibale Pio Fabri, detto "Balino" |
| Matilde, Moglie di Berengario     | contralto           | Antonia Merighi                    |
| Idelberto, Figlio di Berengario   | contralto           | Francesca Bertolli                 |
| Clodomiro, Generale di Berengario | basso               | Johann Gottfried Riemschneider     |

## Trama
LuogoItalia
Periodoil 950 circa
Prima che inizi l'azione, Berengario aveva governato l'Italia insieme con il marito di Adelaide, ma desiderando tutto il potere per sé, aveva avvelenato il marito di Adelaide e poi cercato di costringerla a sposare suo figlio Idelberto, che è innamorato di leil. Adelaide aveva rifiutato e ora, come Regina d'Italia, ha trovato rifugio in una fortezza a Pavia.

### Atto 1

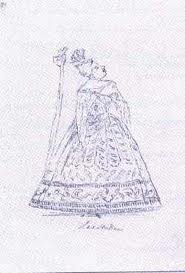
Caricatura di Anna Maria Strada, che interpretò per prima il ruolo di Adelaide

Berengario è pieno di ambizione e di rabbia e ha mandato suo figlio Idelberto a prendere d'assalto le mura di Pavia. Egli riceve la notizia che il re tedesco Lotario è sulla sua strada con un esercito per proteggere Adelaide. Matilde, moglie di Berengario e come lui piena di ambizione e rabbia, annuncia di aver corrotto i soldati di Adelaide per aprire le porte di Pavia e far entrare il loro esercito. Suo figlio è veramente innamorato di Adelaide e prega i suoi genitori di non fare nulla che possa metterla in pericolo, ma Matilde non si commuove, Adelaide deve sposare Idelberto o andare a morte.
Nel castello di Pavia, Adelaide riceve il re tedesco Lotario, che non solo ha portato il suo esercito in suo aiuto, ma è anche innamorato di lei. Lei accetta il suo aiuto e lo sprona a combattere contro Berengario e Matilde. Lui le promette di farlo solo se lei lo ripagherà con il suo amore (Aria: Rammentati, cor mio). Clorimondo, generale di Berengario, va da Adelaide e le dice che deve sposare il figlio oppure sarà uccisa dal padre (Aria: Se il mar promette calma), ma Adelaide ha fiducia in Lotario (Aria: Quel cor he mi donasti).
Berengario prende Pavia facilmente a causa del tradimento delle truppe di Adelaide, ma lei rifiuta in modo categorico di sposare suo figlio. Berengario va a combattere l'esercito di Lotario, lasciando Adelaide con la moglie Matilde, che la mette in catene e la getta in prigione.

### Atto 2

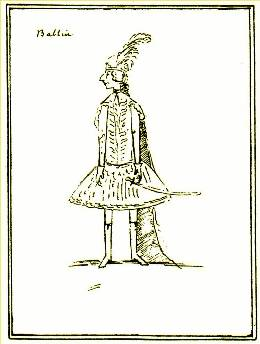
Una caricatura contemporanea di Annibale Pio Fabri, che interpretò Berengario per la prima volta

Berengario perde la battaglia contro Lotario e viene catturato. È un prigioniero di guerra e Lotario riflette che è prigioniero per amore.
Nella cella anche Adelaide è prigioniera e non si rende conto che Lotario ha sconfitto il suo nemico. Clorimondo entra con una corona in una mano e una fiala di veleno in un'altra: Adelaide può scegliere di essere la regina di Adalberto o morire. Adelaide, incitata da Matilde, sceglie il veleno ed è in procinto di berlo quando Idelberto piomba nella prigione. Cerca di salvare Adelaide, ma ne è impedito da sua madre. Quando Adelaide sta ancora per ingoiare il veleno, Idelberto trae il pugnale e minaccia di uccidersi, al che Matilde scaglia lontano la bevanda avvelenata dalle mani di Adelaide. Matilde comunque non è felice per questo e mette in guardia il figlio di aspettarsi dolore e dice ad Adelaide di non vedere l'ora di punirla (Aria: Arma lo sguardo). Rimasti soli insieme, Adelaide ringrazia Idelberto per averla salvata, ma gli dice che non potrà mai amarlo. Idelberto lo accetta e dice che sarà contento di ammirarla da lontano (Aria:Bella, non mi negar) Adelaide è commossa ed è grata per la sua devozione (Aria: D'una torbida sorgente).

### Atto 3

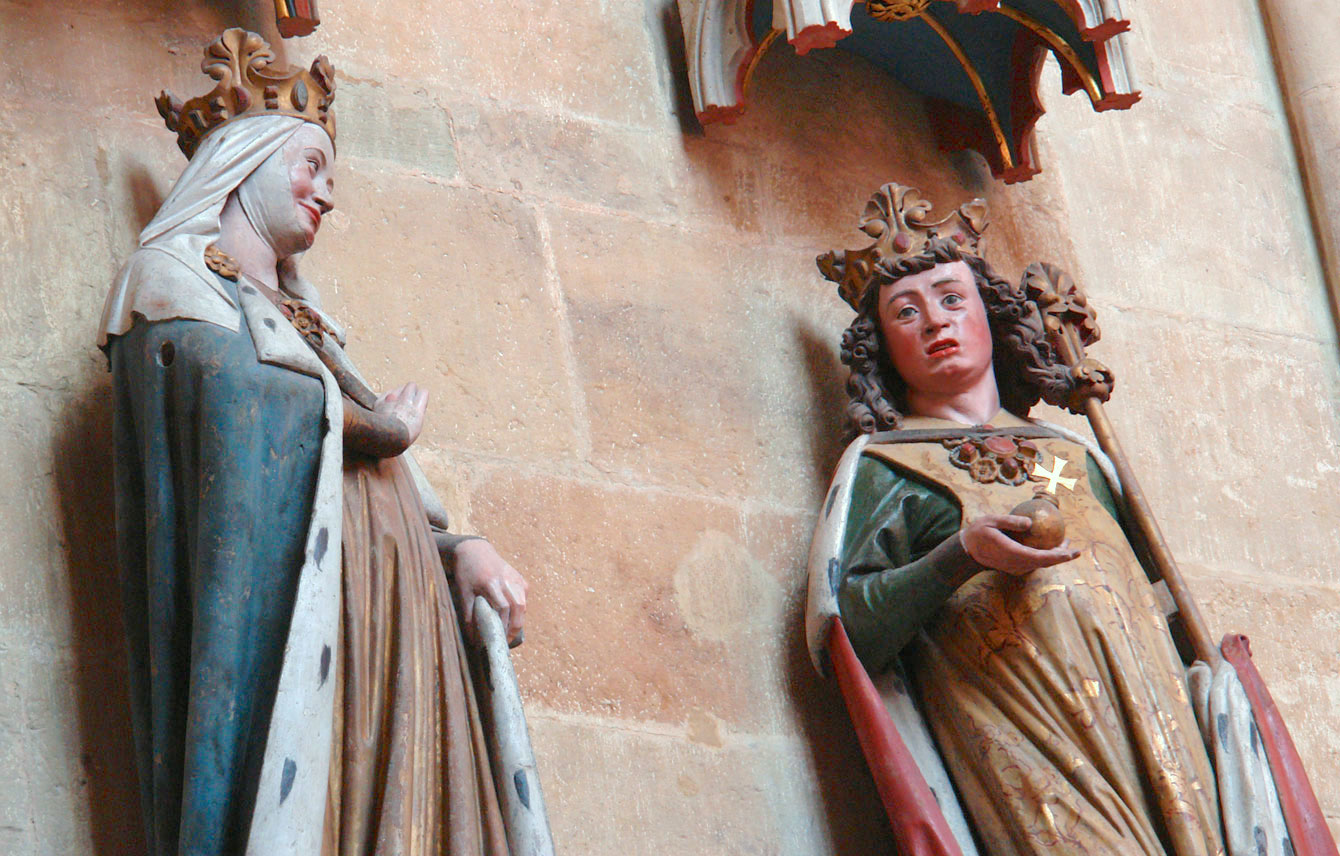
Statue di Adelaide d'Italia e il suo secondo marito Ottone I il Grande (chiamato Lotario nell'opera) al Duomo di Meissen.

In prigionia, Berengario e Matilde si appellano ad Adelaide per fermare la guerra usando la sua influenza con Lotario ricordandogli che loro hanno incoronato lui re e lei regina d'Italia. Adelaide rifiuta.
Berengario sta cominciando a pentirsi della sua crudeltà, ma Matilde è fatta di un materiale più duro. I due eserciti si precipitano in battaglia e Lotario vedendo che Adelaide è in pericolo, chiede una tregua. Idelberto si offre di morire al posto di Adelaide, ma suo padre non lo accetterà e così il combattimento ricomincia.
Clorimondo è preoccupato di essersi schierato con la parte perdente in questa lotta e riflette sulla natura transitoria delle fortune umane (Aria: Alza al ciel).
Idelberto scopre che sua madre sta armandosi per la battaglia, pronta a combattere a fianco delle sue truppe. Egli la implora di non farlo, ma lei rifiuta sdegnosamente di ascoltare il figlio, che manifesta una tale viltà. Clorimundo entra con la notizia che la battaglia è finita e Lotario ha vinto. Matilde, furibonda, accusa il figlio di aver causato questa sconfitta e ordina che Adelaide sia portata avanti a lei in modo da poterla uccidere con le proprie mani, ma le viene detto che Adelaide è già stata rilasciata. Idelberto suggerisce a sua madre, come una buona idea, che lei uccida lui invece che colpire Matilde, ma lei non ha la forza per farlo. Il vittorioso Lotario entra ed ordina che Matilde venga arrestata, dopo di che lei tenta il suicidio, ma le viene impedito.
Lotario lascia Adelaide decidere cosa ne sarà di Berengario e Matilde. Adelaide dimostra loro di perdonarli; essi potranno ritirarsi e vivere tranquillamente, mentre in segno di gratitudine per averle salvato la vita, Idelberto sarà Re d'Italia. Lotario e Adelaide si sposeranno e governeranno la Germania. Celebrano il loro amore l'uno per l'altra (Duetto: Sì, bel sembiante).

## Contesto e analisi

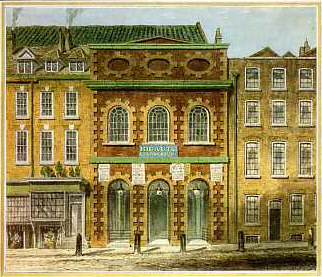
Il King's Theatre, Londra, dove Lotario è stato eseguito la prima volta

Händel, di origine tedesca, dopo aver trascorso una parte della sua carriera iniziale in Italia componendo opere e musica di altro genere, si stabilì a Londra, dove nel 1711 aveva portato l'opera lirica italiana per la prima volta con la sua opera Rinaldo. Quest'ultima era stata un enorme successo ed aveva creato a Londra una vera e propria mania per l'opera seria italiana, una forma che all'epoca era incentrata quasi esclusivamente sulle arie solistiche per i grandi virtuosi del bel canto. Nel 1719, Handel era stato nominato direttore musicale di un'organizzazione chiamata The Royal Academy of Music (niente a che vedere con l'attuale conservatorio di Londra), una compagnia sotto la protezione della Carta reale, per la produzione di opere italiane a Londra. Händel non doveva solo comporre opere per la compagnia, ma assumere i cantanti più in vista, supervisionare l'orchestra e i musicisti, e adattare le opere provenienti dall'Italia per essere eseguite a Londra.
La Royal Academy of Music è fallita alla fine della stagione 1728-1729, in parte a causa degli enormi compensi pagati ai cantanti star ed alle due primedonne che erano apparse nelle ultime opere di Händel, Francesca Cuzzoni e Faustina Bordoni che avevano entrambe lasciato Londra per impegni in Europa continentale. Händel iniziò una collaborazione con John James Heidegger, l'impresario teatrale che deteneva il contratto di locazione del King's Theatre di Haymarket, dove venivano eseguite le opere e iniziò una nuova compagnia d'opera con una nuova prima donna, Anna Maria Strada. Uno dei librettisti di Händel, Paolo Rolli, scrisse in una lettera (l'originale è in lingua italiana), che Händel aveva detto che la Strada "canta meglio di due che ci hanno lasciato, perché una di loro (Faustina) non gli piaceva affatto e l'altra avrebbe voluto dimenticarla (Cuzzoni)."
La storia di Lotario è, in termini moderni, un "prequel" di un'opera precedente di Händel, Ottone con molti degli stessi personaggi nella prima parte della loro vita. In effetti, il personaggio di Lotario nella partitura manoscritta di Händel viene chiamato "Ottone" in quanto si basa sullo stesso personaggio storico Ottone il Grande, ma il nome fu modificato in parte durante la composizione, probabilmente per evitare confusione con il precedente lavoro di Händel, di grande successo.
Händel era ormai in affari in conto proprio, a differenza di prima, quando collaborava con la Royal Academy of Music ed aveva il sostegno finanziario di ricchi imprenditori. Aveva viaggiato in Italia per assumere cantanti nuovi, ma quelli che aveva portato a Londra per sostituire le stelle della Royal Academy non erano paragonabili al plauso quasi universale ricevuto dai suoi precedenti artisti. Una delle sostenitrici più fedeli di Händel, Mary Delany, ha scritto in una lettera, a proposito del nuovo ensemble di cantanti che ha eseguito Lotario:
Nella stessa lettera già citata l'11 dicembre 1729 Paolo Rolli scrisse:
I tenori erano insoliti in ruoli da protagonista nell'opera in Inghilterra, come annota Rolli, anche se precedenti Opere di Handel, Tamerlano e Rodelinda, avevano presentato ruoli da star per un celebre tenore, Francesco Borosini.
Poche settimane dopo la sua prima lettera, Mary Delaney ritornò sull'argomento: (L'opera del mendicante  era stata un sensazionale successo al suo debutto a Londra nel 1728):
L'opera è orchestrata per due oboi, due fagotti, trombe, due corni, archi, e gli strumenti del basso continuo (violoncello, liuto, clavicembalo).

## Registrazioni
| Anno | Cast: Lotario, Adelaide, Berengario, Matilda Clodomiro                                  | Direttore d'orchestra, Orchestra   | Etichetta                                   |
| ---- | --------------------------------------------------------------------------------------- | ---------------------------------- | ------------------------------------------- |
| 2003 | Lawrence Zazzo, Nuria Rial, Andreas Karasiak, Annette Markert, Hubert Claessens         | Paul Goodwin Kammerorchester Basel | CD: Oehms Classics Cat: OC 902 (highlights) |
| 2004 | Sara Mingardo, Simone Kermes, Steve Davislim, Hilary Summers, Sonia Prina, Vito Priante | Alan Curtis Il Complesso Barocco   | CD:Deutsche Harmonia Mundi 82875 58797-2    |